# نییرکاتا
نییرکاتا (به مجاری:  Nyírkáta) یک شهرداری در مجارستان است که در ناحیه ماته‌سالکا واقع شده‌است. نییرکاتا ۳۸٫۶ کیلومتر مربع مساحت و ۱٬۷۶۴ نفر جمعیت دارد.